# Asztalitenisz a 2003. évi nyári európai ifjúsági olimpiai fesztiválon
A 2003. évi nyári európai ifjúsági olimpiai fesztiválon az asztalitenisz versenyszámait Párizsban rendezték. A férfiak és a nők is 2-2 számban versenyeztek, továbbá volt egy férfi-női vegyes páros szám is.

## Összesített éremtáblázat
| A 2003. évi nyári európai ifjúsági olimpiai fesztivál összesített éremtáblázata asztaliteniszben | A 2003. évi nyári európai ifjúsági olimpiai fesztivál összesített éremtáblázata asztaliteniszben | A 2003. évi nyári európai ifjúsági olimpiai fesztivál összesített éremtáblázata asztaliteniszben | A 2003. évi nyári európai ifjúsági olimpiai fesztivál összesített éremtáblázata asztaliteniszben | A 2003. évi nyári európai ifjúsági olimpiai fesztivál összesített éremtáblázata asztaliteniszben | Olimpia  |
| ------------------------------------------------------------------------------------------------ | ------------------------------------------------------------------------------------------------ | ------------------------------------------------------------------------------------------------ | ------------------------------------------------------------------------------------------------ | ------------------------------------------------------------------------------------------------ | -------- |
|                                                                                                  | Ország                                                                                           | Arany                                                                                            | Ezüst                                                                                            | Bronz                                                                                            | Összesen |
| 1.                                                                                               | Csehország                                                                                       | 2                                                                                                | 0                                                                                                | 1                                                                                                | 3        |
| 2.                                                                                               | Horvátország                                                                                     | 1                                                                                                | 2                                                                                                | 0                                                                                                | 3        |
|                                                                                                  | Románia                                                                                          | 1                                                                                                | 0                                                                                                | 1                                                                                                | 2        |
| 4.                                                                                               | Litvánia                                                                                         | 1                                                                                                | 0                                                                                                | 0                                                                                                | 1        |
| 5.                                                                                               | Szerbia és Montenegró                                                                            | 0                                                                                                | 2                                                                                                | 0                                                                                                | 2        |
| 6.                                                                                               | Luxemburg                                                                                        | 0                                                                                                | 1                                                                                                | 0                                                                                                | 1        |
| 7.                                                                                               | Fehéroroszország                                                                                 | 0                                                                                                | 0                                                                                                | 2                                                                                                | 2        |
|                                                                                                  | Ukrajna                                                                                          | 0                                                                                                | 0                                                                                                | 2                                                                                                | 2        |
| 9.                                                                                               | Belgium                                                                                          | 0                                                                                                | 0                                                                                                | 1                                                                                                | 1        |
|                                                                                                  | Franciaország                                                                                    | 0                                                                                                | 0                                                                                                | 1                                                                                                | 1        |
|                                                                                                  | Magyarország                                                                                     | 0                                                                                                | 0                                                                                                | 1                                                                                                | 1        |
|                                                                                                  | Oroszország                                                                                      | 0                                                                                                | 0                                                                                                | 1                                                                                                | 1        |
|                                                                                                  |                                                                                                  |                                                                                                  |                                                                                                  |                                                                                                  |          |
| Összesen                                                                                         | Összesen                                                                                         | 5                                                                                                | 5                                                                                                | 10                                                                                               | 20       |

### Férfi
| A 2003. évi nyári európai ifjúsági olimpiai fesztivál férfi érmesei asztaliteniszben |                                               |                                                   |                                               |
| Versenyszám                                                                          | Arany                                         | Ezüst                                             | Bronz                                         |
| Férfi egyes                                                                          | Csehország Antonin Schwarzer                  | Luxemburg Gilles Michely                          | Franciaország Jonathan Niang                  |
| Férfi egyes                                                                          | Csehország Antonin Schwarzer                  | Luxemburg Gilles Michely                          | Ukrajna Yaroslav Zhmudenko                    |
| Férfi páros                                                                          | Tomislav Kolarek · Ivan Slavic · Horvátország | Uros Gordic · Zoran Savic · Szerbia és Montenegró | Robin Depuydt · Benjamin Rogiers · Belgium    |
| Férfi páros                                                                          | Tomislav Kolarek · Ivan Slavic · Horvátország | Uros Gordic · Zoran Savic · Szerbia és Montenegró | Viktor Yefimov · Yaroslav Zhmudenko · Ukrajna |

### Női
| A 2003. évi nyári európai ifjúsági olimpiai fesztivál női érmesei asztaliteniszben |                                               |                                                          |                                                          |
| Versenyszám                                                                        | Arany                                         | Ezüst                                                    | Bronz                                                    |
| Női egyes                                                                          | Litvánia Lina Misikonyte                      | Horvátország Sanja Paukovic                              | Magyarország Pergel Szandra                              |
| Női egyes                                                                          | Litvánia Lina Misikonyte                      | Horvátország Sanja Paukovic                              | Románia Daniela Dodean                                   |
| Női páros                                                                          | Lucie Gajanova · Lucie Zmolikova · Csehország | Fehér Gabriella · Márkus Katalin · Szerbia és Montenegró | Maryia Viktorchyk · Hanna Zakreuskaya · Fehéroroszország |
| Női páros                                                                          | Lucie Gajanova · Lucie Zmolikova · Csehország | Fehér Gabriella · Márkus Katalin · Szerbia és Montenegró | Valeriya Lemeshevskay · Marina Shavyrina · Oroszország   |

### Vegyes
| A 2003. évi nyári európai ifjúsági olimpiai fesztivál vegyes páros érmesei asztaliteniszben |                                                  |                                                  |                                                           |
| Versenyszám                                                                                 | Arany                                            | Ezüst                                            | Bronz                                                     |
| Vegyes páros                                                                                | Daniela Dodean · Ovidiu George Ionescu · Románia | Tomislav Kolarek · Sanja Paukovic · Horvátország | Dzmitry Baltrushka · Maryia Viktorchyk · Fehéroroszország |
| Vegyes páros                                                                                | Daniela Dodean · Ovidiu George Ionescu · Románia | Tomislav Kolarek · Sanja Paukovic · Horvátország | Lucie Gajanova · Antonin Schwarzer · Csehország           |